# William B. Preston

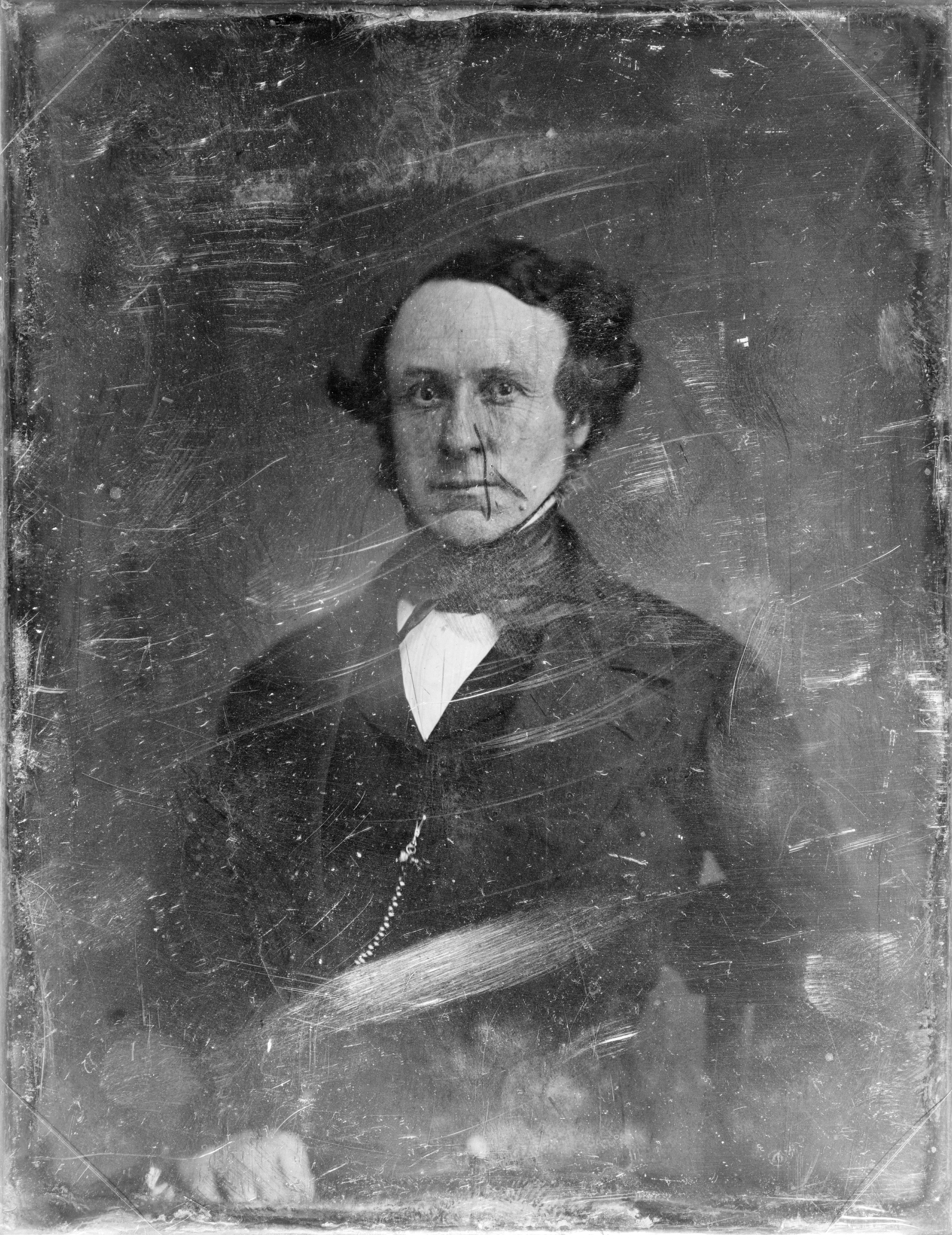
William B. Preston

William Ballard Preston (* 25. November 1805 in Smithfield, Isle of Wight County, Virginia; † 16. November 1862 ebenda) war ein US-amerikanischer Politiker (Whig Party). Er amtierte von 1849 bis 1850 als US-Marineminister und gehörte als Senator für Virginia dem Konföderiertenkongress an.

## Frühe Lebensjahre
Preston besuchte ab 1821 das Hampden-Sydney College, wo er sich besonders für Literatur und Forensik interessierte. Nachdem er dort 1824 seinen Abschluss gemacht hatte, studierte er Jura an der University of Virginia und wurde 1826 in die Anwaltskammer aufgenommen. 1831 wurde er Staatsanwalt im Floyd County.

## Abgeordneter und Minister
Politisch betätigte sich Preston bei den Whigs, für die er 1830 ins Abgeordnetenhaus von Virginia gewählt wurde. Während seiner Zeit im Parlament, die 1832 endete, nahm er auch engagiert an den Debatten über den Abolitionismus teil. Nach seinem Ausscheiden aus der Kammer arbeitete er zunächst wieder als Anwalt, ehe er 1840 in den Senat von Virginia einzog. Diesem gehörte er vier Jahre lang an, ehe er ins Abgeordnetenhaus des Staates zurückkehrte. 1846 wurde er schließlich Vertreter Virginias im US-Repräsentantenhaus.
Nach dem Sieg der Whig Party bei der Präsidentschaftswahl 1848 wurde Preston vom neuen Präsidenten Zachary Taylor als Secretary of the Navy in dessen Kabinett berufen. Er trat sein Amt am 8. März 1849 an. Unter seiner Leitung kamen auf die US Navy neue Aufgaben bei der Expansion der USA im Westen und der Aufnahme Kaliforniens in die Union zu. Es war zudem die Zeit der aufblühenden Handelsgelegenheiten im Pazifikgebiet. Während die Häfen Chinas sich bereits für den Westen geöffnet hatten, stand eine solche Kontaktaufnahme mit Japan kurz bevor. Überdies erlebte die Navy eine Ära der Modernisierung, vor allem bedingt durch den Übergang von Segel- zu Dampfschiffen.

## Einsatz für die Südstaaten
Prestons Amtszeit endete jedoch bereits am 22. Juli 1850. Knapp zwei Wochen zuvor war Präsident Taylor gestorben; dessen Nachfolger Millard Fillmore baute sein Kabinett um und ernannte William Alexander Graham zum neuen Marineminister. Preston schied aus der Regierung aus und zog sich zunächst aus der Politik zurück. Er arbeitete wieder als Jurist und machte sich einen Namen als Strafverteidiger, ehe er 1858 in diplomatischer Mission nach Frankreich entsandt wurde, um dort über den Aufbau einer Handelslinie zwischen Le Havre und Norfolk zu verhandeln. Die Gespräche verliefen vielversprechend, wurden aber durch den bevorstehenden Bürgerkrieg gestoppt.
William Preston kehrte nach Amerika zurück und nahm am 13. Februar 1861 am Sezessionskonvent von Virginia teil. Jedoch gehörte er zu den gemäßigten Politikern, welche die Entwicklung aufhalten wollten. Gemeinsam mit Alexander Stuart und George W. Randolph machte er sich auf den Weg nach Washington, D.C., wo die Delegation am 12. April auf Präsident Abraham Lincoln traf. Dessen unnachgiebige Haltung bezüglich der Unions-Forts im Süden sorgte jedoch dafür, dass die Politiker ohne Ergebnis nach Richmond zurückkehrten.
Nach dem Angriff auf Fort Sumter in South Carolina gewannen die Befürworter der Sezession in Virginia die Oberhand. Am 16. April berief William Preston eine geheime Sitzung des Sezessionskonvents ein, in der über die Abspaltung von der Union abgestimmt wurde. Die Preston-Resolution wurde mit 88:55 Stimmen angenommen, woraufhin Virginia die Vereinigten Staaten verließ. Der ehemalige Bundesminister betätigte sich dann auch in den Konföderierten Staaten politisch. Er war Delegierter zum Provisorischen Konföderiertenkongress und wurde zum Senator für Virginia gewählt. Seine Amtszeit begann am 18. Februar 1862; Preston starb jedoch bereits am 16. November desselben Jahres in seinem Heimatort Smithfield.

## Würdigung
Im Gedenken an den ehemaligen Marineminister wurde der Zerstörer USS William B. Preston (DD-344) nach ihm benannt.